# Моссельмаш (завод)
«Моссельмаш» (Московский завод сельскохозяйственного машиностроения, сокр. МЗСХМ) — завод в Москве.

## История
Завод был образован 2 июня 1940 года решением НКВД для обслуживания потребностей ХОЗУ НКВД. Получил название — завод «Стройдеталь» № 2. Во время Великой Отечественной войны завод работал на нужды фронта. В 1942 году завод «Стройдеталь» № 2 был преобразован в «Завод № 2 ХОЗУ НКВД». До 1951 года завод выпускал скобяные изделия, механизмы и цветное литье для высотных зданий, грузовые и пассажирские лифты, металлические кровати, производил ремонт грузовых и легковых автомобилей всех марок. С 1951 по 1953 годы изготавливал автомобили специального назначения.
В 1953 году «Завод № 2 ХОЗУ НКВД» переименован в Новоховринский машиностроительный завод ММ СССР,. С того времени завод стал выпускать сельскохозяйственную технику — картофелеуборочные машины, капустоуборочные машины, зерносушильные установки, разбрасыватели органических удобрений и другую. В 1954 году передан Министерству тракторного и сельскохозяйственного машиностроения и стал именоваться завод «Моссельмаш». В 1968 году завод решением министерства перешёл на выпуск редукторов для сельскохозяйственной техники — обеспечивал ими весь Советский Союз.
В 1989 году завод получил название «Опытный экспериментальный завод „Моссельмаш“». В 1991 году ОЭЗ «Моссельмаш» переименован в Государственное предприятие «Моссельмаш». С 1992 года происходит неуклонное падение объемов производства сельскохозяйственной техники, резко сократилась потребность в редукторах.

## Современность
В 1993 году ГП «Моссельмаш» был приватизирован и преобразован в Акционерное общество «Моссельмаш».
В настоящее время «Моссельмаш», наряду с производством редукторов, выпускает вентиляционное оборудование, инструмент, металлоконструкции, сварочные агрегаты, пилорамы, подъёмники для автомобилей, оказывает погрузо-разгрузочные и транспортные услуги, услуги инженерного характера, связанные с подачей электрической и тепловой энергии, холодной и горячей воды.
Собственник завода планировал построить на территории завода торговый центр, однако в 2013 году проект отменили. В июле 2019-го стало известно, что «Моссельмаш» ведёт переговоры о застройке своей территории на Солнечногорской улице. На участке в 8 гектаров планируется строительство жилья, а ещё на 4 гектарах – технопарка и многофункционального центра.